# Euphorbia pervittata
Espèce
Statut de conservation UICN

 VU B1ab(iii)+2ab(iii) : Vulnérable
Euphorbia pervittata est une espèce de plantes à fleurs de la famille des Euphorbiacées endémique du Kenya.